# Hotlinking
Hotlinking oder Inline Linking bezeichnet das Einbetten von Medien in eine Webseite, die auf einem anderen Host als die sie enthaltende Seite gespeichert sind. Oft handelt es sich bei den Medien um Bilder, aber auch das Referenzieren von Sound, Videos, Text oder JavaScript-Dateien ist üblich.
Außer im Falle des Framings (siehe unten) der Hauptseite einer Webpräsenz wird für Hotlinking stets ein Deep Link verwendet.

## Hotlinking als unerwünschte Nutzung
Der Ersteller einer Webseite kann Hotlinking einsetzen, um den seine eigene Webseite anbietenden Host von Datenverkehr zu entlasten. Dabei ist für den Betrachter der Seite nicht unmittelbar ersichtlich, dass ein Medium von einem fremden Host eingebunden wurde. Neben der Reduzierung des Datenverkehrs wird auch Speicherplatz für das eingebundene Medium eingespart.
Der fremde Host versorgt die Besucher der verweisenden Seite mit und hat somit also zusätzlichen Datenverkehr. Wenn dies gegen den Willen des Besitzers des fremden Hosts geschieht, spricht man von Traffic-Diebstahl, Traffic-Klau oder Leeching.
Es gibt einige Möglichkeiten, wie ein Webserver oder eine Webanwendung Hotlinking unterbinden kann. Ein häufig gewählter Weg ist das Abfragen des HTTP-Referrers, den der Webbrowser eines Seitenbesuchers mitsendet. Allerdings können dadurch auch die Besucher, die über herkömmliche Hyperlinks auf eine Webseite verwiesen werden, und Besucher, die den Referrer ausschalten, am Abrufen des verlinkten Mediums gehindert werden.
Eine weitere Form der unerwünschten Nutzung ist das Einbetten von urheberrechtlich geschützten Medien ohne Zustimmung des Inhabers der Verwertungsrechte des Mediums, siehe Rechtliche Situation.

## Hotlinking als Dienstleistung
Videoportale wie YouTube oder Vimeo bieten explizit freies Hotlinking als Dienstleistung an. Die massenhafte Verbreitung als eingebundenes Video auf allen denkbaren Seiten gehört hier zum Geschäftsmodell; der Nachteil eines erhöhten Datenverkehrs wird dabei vom Anbieter in Kauf genommen. Da üblicherweise ein Interaktiver Player zur Darstellung genutzt wird, hat der Anbieter hier viel weitergehende Möglichkeiten, die ihm zur Verfügung gestellte Bildfläche auf der einbindenden Seite für eigene wirtschaftliche Zwecke zu nutzen. Einbinder und Anbieter ziehen also beide einen Vorteil aus diesem Vorgehen.
Daneben wird die Dienstleistung eines Content-Delivery-Network von verschiedenen Unternehmen als Bereitstellung von Fotos, Video, Audio oder auch von  JavaScript-, CSS Frameworks und Iconsets durch ein System angeboten. Diese Leistung kann für den Anwender des Hotlinking kostenfrei oder mit Entgelt verbunden sein.

## Die Technik
Im HTML-Quelltext einer Webseite referenzierte Medien können auf mehrere Arten auch von fremden Hosts eingebunden werden.
Es gibt HTML-Elemente die Medien unterschiedlichen Typs direkt referenzieren: <img> für Fotos und Grafiken (seit HTML 2.0); <audio> für Audio/Sound/Ton und <video> für Video (beide seit HTML 5).
Frames und Inlineframes erlauben es, fremde Seiten und damit jede beliebige Art von Medien, welche auf diesen Seiten vorhanden sind, einzubinden. Das geschieht mittels des Attributs src der HTML-Elemente <frame> und <iframe>, das die URL des Frameinhalts angibt. So kann man beispielsweise mit der Angabe <iframe src="http://www.example.com/index.html"></iframe> die gesamte auf dem Host www.example.com liegende Seite /index.html in eine auf einem beliebigen anderen Host liegende Seite einbinden. Werden Frames oder Inlineframes zum Hotlinken verwendet, so spricht man von Framing.

## Rechtliche Situation
Das unerlaubte Einbinden von fremden Medien oder Seitenbestandteilen ist in Deutschland von Gerichten schon in Urteilen untersagt worden. Hierbei wurden unterschiedliche Gesetze wie das Wettbewerbsrecht und das Urheberrecht herangezogen. So untersagte beispielsweise das Landgericht München I unter Berufung auf das Urheberrecht das Hotlinking eines Fotos. Weitere Voraussetzung für eine erlaubte Einbettung sind, dass kein neues Publikum angesprochen wird und keine anderen technischen Mittel verwendet werden. Daneben bleiben Fragen nach der Notwendigkeit der Zustimmung des Urhebers sowie Besonderheiten bei Bilddateien bestehen. Mit BGH-Urteil vom 9. Juli 2015 wurde das Einbetten fremder Videos mit dem Urheberrecht in Deutschland vereinbar erklärt.
Hat der Rechteinhaber dagegen Maßnahmen ergriffen, die den Zugang zum veröffentlichten Werk einschränken und geschähe durch das Einbetten eine „Zugänglichmachung dieses Werks für ein neues Publikum“, dann ist das Framing ohne Einwilligung der Rechteinhaber unzulässig. Dies entschied der EuGH im März 2021 auf eine Vorlagefrage des Bundesgerichtshofs.